# Pamplona feralis
Pamplona feralis är en insektsart som först beskrevs av Fowler 1899.  Pamplona feralis ingår i släktet Pamplona och familjen dvärgstritar.
Artens utbredningsområde är Panama. Inga underarter finns listade i Catalogue of Life.